# Ratusz w Rawiczu
Ratusz w Rawiczu – budynek ratusza z lat 1753–1756, znajdujący się w Rawiczu, pośrodku rynku.

## Historia
Pierwszy ratusz w Rawiczu, drewniany, wybudowano po nadaniu ówczesnej wsi praw miejskich, ale spłonął podczas potopu szwedzkiego. Fundamenty pod nowy ratusz położono w 1683, ale dalszych prac nie podejmowano aż do 1753. Wówczas Katarzyna z Opalińskich Sapieha zaangażowała architekta Leopolda Ostritza z Trzebnicy do zaprojektowania i wybudowania ratusza. Rok 1753 został uwieczniony na jednej z belek sklepienia. Rok później umieszczono w wieży złotą gałkę z dokumentami i monetami z epoki, odkrytą pod koniec XIX wieku. 
W 1783 na ratuszu dzięki burmistrzowi Krystianowi Styeglerowi zainstalowano pierwszy w Polsce piorunochron. Jednak w obecnych granicach Polski pierwszy piorunochron został zainstalowany w Żaganiu w 1769 na wieży kościoła parafialnego przez opata Johanna Ignatza Felbigera. 
Początkowo oprócz siedziby magistratu w budynku ratusza znajdowała się również komora celna, posterunek straży, areszt i waga miejska, a dookoła powstały jatki i sklepy, które przetrwały do czasu zaborów. 
Władze miasta urzędowały w ratuszu do lat 70. XX wieku. Podczas remontu w 1967 ponownie znaleziono zawartość pamiątkowej kuli, którą przeniesiono do muzeum i w jej miejsce wstawiono współczesne pamiątki. W 1974 w budynku urządzono siedzibę Muzeum Ziemi Rawickiej. Na piętrze znajduje się Urząd Stanu Cywilnego.
Obiekt wpisany do rejestru zabytków nieruchomych województwa wielkopolskiego od 8 listopada 1965.

## Ratusz
Budynek został wybudowany w stylu barokowym, na planie prostokąta. Remonty w 1853 i 1967 nie wprowadziły większych zmian. Elewacja liczy 9 osi. Wizualnie jest podzielona sięgającymi dachu pilastrami. Budynek jest pokryty dachem mansardowym z lukarnami rozświetlającymi poddasze. Ze środka kalenicy wyłania się mała czworoboczna wieżyczka z zegarem i nakryta blaszanym hełmem. Fundatorka budynku, Katarzyna z Opalińskich Sapieżanka umieściła swój herb w kartuszu portalu wejściowego po zachodniej stronie budynku. Wschodnią fasadę zdobi rokokowy kartusz z herbem miasta. W kilku salach zachowały się sklepienia kolebkowe z lunetami. 
W budynku znajduje się ekspozycja Muzeum Ziemi Rawickiej.
Wystawiane są m.in. portrety właścicieli miasta pędzla miejscowego malarza, Gottloba Siegemunda Knoefvela, malowane w latach 1762–1780.
Pod ratuszem rozpoczęły się wydarzenia krwawego piątku – rozruchów głodowych z 1921 roku. Wydarzenie i jego ofiary upamiętnia tablica na południowej ścianie budynku.